# WS-Transaction
WS-Transaction(웹서비스 트랜잭션)은 BEA 시스템즈, IBM, 마이크로소프트에 의해 개발된 사양으로 WS-Coordination을 기반으로 트랜잭션을 처리하기 위한 웹서비스 사양이다.
이 사양은 세부적으로 2가지로 정의된다.
- WS-AtomicTransaction : 단일 트랜잭션 (Atomic Transaction; AT)
- WS-BusinessActivity : 비즈니스 트랜잭션 (Business Activity; BA)